# Pedostibes kempi
Pedostibes kempi är en groddjursart som först beskrevs av George Albert Boulenger 1919.  Pedostibes kempi ingår i släktet Pedostibes och familjen paddor. IUCN kategoriserar arten globalt som otillräckligt studerad. Inga underarter finns listade i Catalogue of Life.